# Maledetta primavera (film)
Maledetta primavera è  un film del 2020 diretto da Elisa Amoruso.
La vicenda è liberamente ispirata al romanzo Sirley scritto dalla stessa regista per le edizioni Fandango.

## Trama
Alla fine degli anni '80, Nina, una ragazza di tredici anni, vive in una famiglia problematica: il padre e la madre litigano sempre e Lorenzo, il fratello minore, è colto di frequente da bruschi attacchi d'ira. La famiglia si trasferisce per necessità dal centro di Roma a un quartiere-dormitorio della periferia, caratterizzato da un panorama triste e desolante costituito dal grigio cementizio dei palazzoni tipici dell'edilizia popolare e da ampie distese di campi squallidi e abbandonati.
Nina si ritrova così in un ambiente a lei del tutto alieno: ha perso i contatti degli amici di prima e la nuova scuola, gestita da suore, nulla ha a che vedere con quella che frequentava nel centro capitolino. Questa congerie di aspetti negativi e demoralizzanti viene all'improvviso stemperata dall'incontro che la ragazzina fa con Sirley, una tredicenne sudamericana dal carattere tanto forte quanto difficile e complesso. Ella infatti è una anticonformista che non ha paura di nessuno e che disprezza le regole del vivere comune. Poco a poco, tra le due ragazze, accomunate da vite non certo tranquille, nasce un profondo sentimento che, andando oltre l'amicizia, sfocia nell'amore.
Maledetta primavera è il racconto di come i desideri e le ansie plasmino l'infanzia trasformandola in adolescenza.

## Produzione
Il film è una produzione BiBi Film, Rai Cinema, con il contributo del Ministero della cultura

## Distribuzione
Il film è stato presentato alla Festa del Cinema di Roma 2020 e proiettato per la prima volta nei cinema italiani il 3 giugno 2021.